# Mardin
Mardin, en arameo Merdô, es una ciudad situada en el sudeste de Turquía y capital de la provincia de Mardin. Cuenta con una población de 82.134 habitantes según el censo de 2007.
La ciudad pertenecía a la provincia de Diyarbakır hasta formar la suya propia. Mardin es la capital de la provincia del mismo nombre, se destaca por su arquitectura de estilo árabe, y por su emplazamiento estratégico en una montaña rocosa que se alza sobre las planicies del norte de Siria. Posee una población variada de kurdos, turcos, arameos y árabes. 
Mardin viene de la palabra que quiere decir «fortaleza». Hay quienes sostienen que la palabra viene de "Maridin", que significa "rebeldes contra la impiedad", y otros de "Mar Din" que quiere decir "Santa Religión" o "Santa Fe". 
En la actualidad, Mardin aspira a convertirse en Patrimonio de la Humanidad de la UNESCO.

## Historia

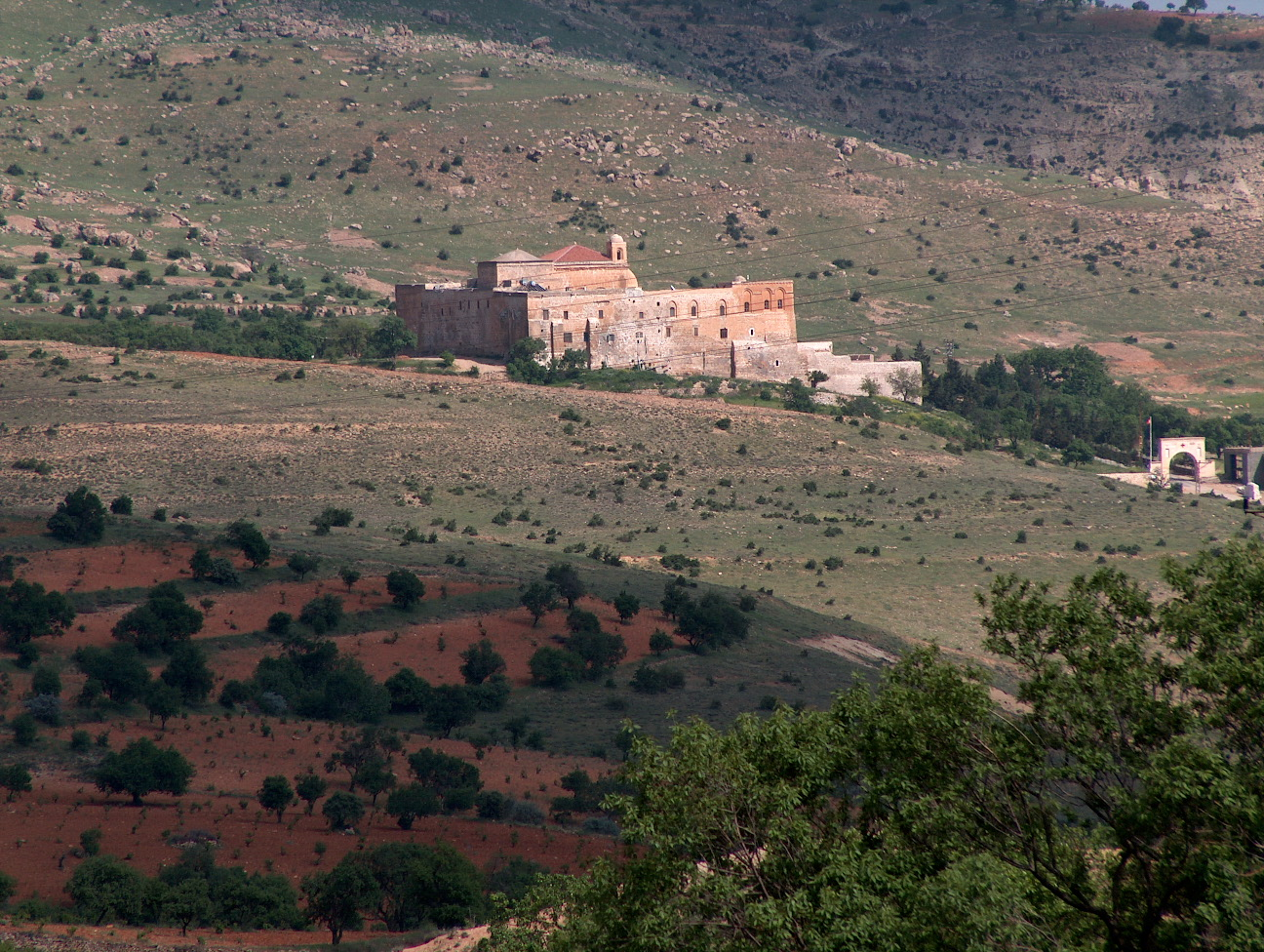
Monasterio de Deyrülzafarân, un monasterio de sirios ortodoxos a algunos kilómetros de Mardin.

El territorio de Mardin y Karaca Dağ era conocido como Izalla en la Edad del Bronce tardío (diverso: Azalzi, Azalli, Izalla), originalmente un reino hurrita.
Luego se asentaron los asirios cristianos, que llegan en el siglo III d. C., de hecho la antigua religión asiria-babilónica perduró en Mardin hasta el siglo XVIII. La mayoría de las iglesias y monasterios sirios ortodoxos que perduran en la ciudad son del siglo V d. C., tales como el monasterio Deyrülzafarân. 
Entre las iglesias importantes de Mardin se destaca "Kırklar Kilisesi" (Iglesia de los 40 mártires), construida originalmente en el 569 en nombre de Benham y de Saro, los nombres de los dos hijos de un gobernador arameos que los mandó ejecutar porque ellos se habían convertido al cristianismo. 
Mardin siempre fue un área muy cristiana, incluso durante el mandato musulmán entre los siglos VII y XII, y aún durante su rol como ciudad capital por la dinastía turca artúquida, quien gobernó Anatolia del este y el norte de la Mesopotamia entre los siglos XII y XIV. La madrasa del siglo XII, Sitti Radviyye, es la más vieja de su clase en Anatolia. 
Las tierras de la dinastía artúquida cayeron bajo el dominio de los bárbaros, quienes tomaron el control de la región en 1394, aunque los mongoles nunca gobernaron directamente el área. 
Posteriormente, Mardin fue controlada por el reino turco de los Akkoyunlu. La madraza de Kasımiye fue construida por el sultán Kasım, hijo del sultán Cihangir de Akkoyunlu, entre los años 1457 y 1502. 
La provincia de Mardin fue conquistada y agregada al Imperio otomano a cargo de Selim I en 1517, y ha seguido siendo una parte de la Armenia histórica ocupada por Turquía, desde que en el año 1832 la ciudad fuera el sitio de una rebelión encabezada por los kurdos. Los kurdos fueron masacrados y fueron expulsados muchos de los habitantes cristianos de Mardin, descendientes de los colonos tempranos; entonces decidieron escapar durante el Genocidio sayfo. Por otra parte, la mayoría de los armenios que habitaban la ciudad de Mardin emigraron tras el genocidio armenio de 1915.

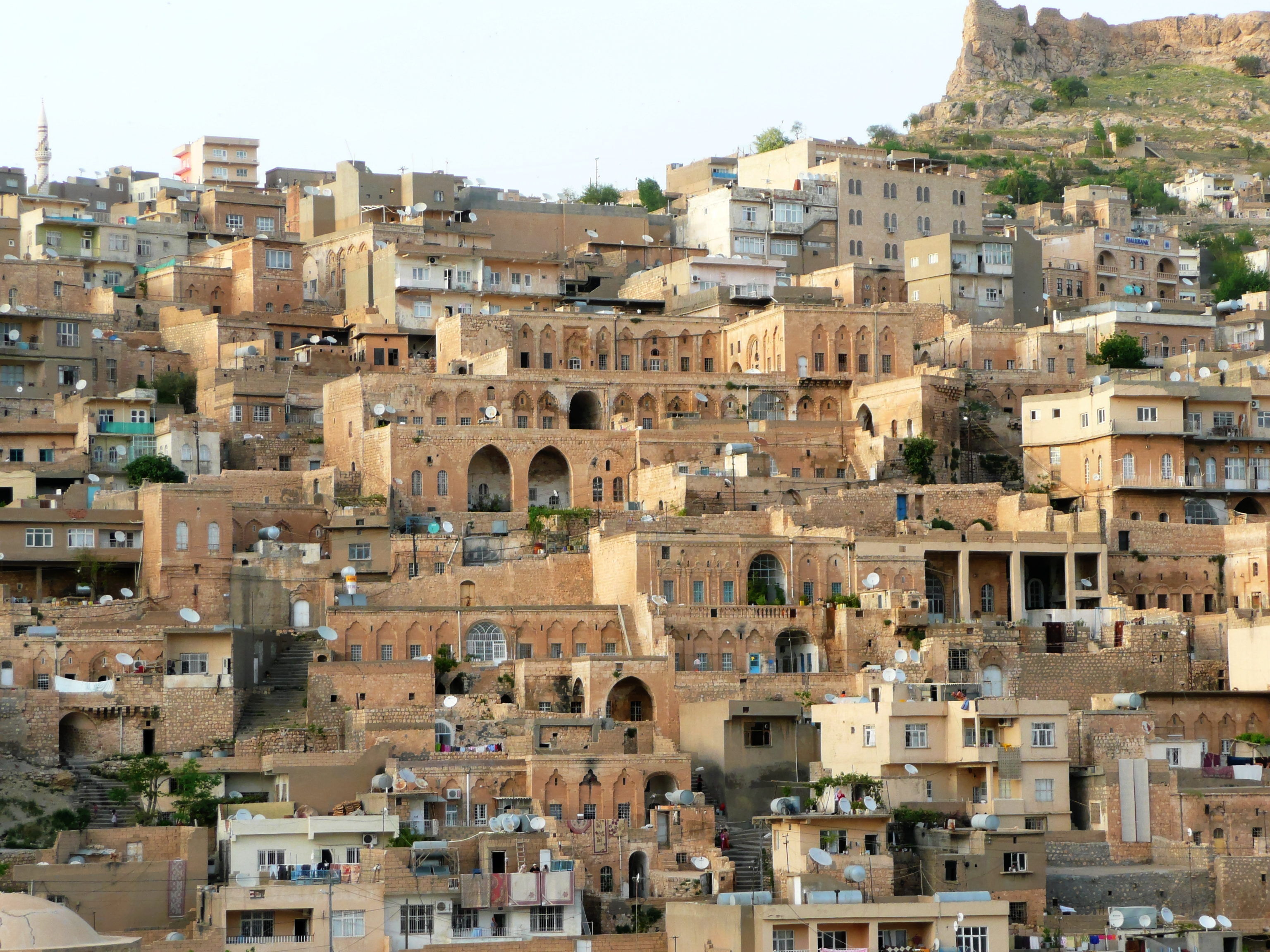
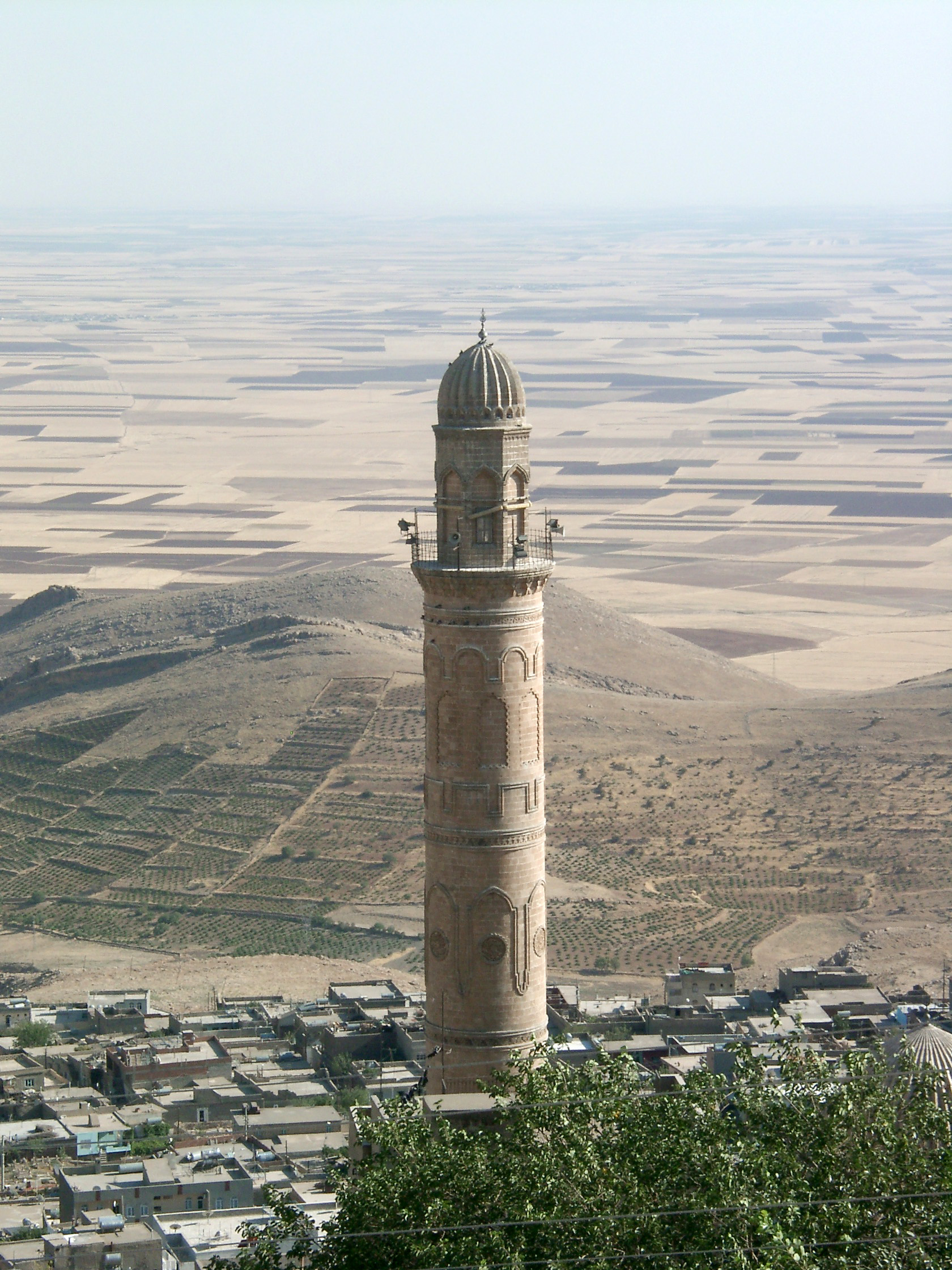